# Xã North Loma, Quận Cavalier, Bắc Dakota
Xã North Loma (tiếng Anh: North Loma Township) là một xã thuộc quận Cavalier, tiểu bang Bắc Dakota, Hoa Kỳ. Năm 2010, dân số của xã này là 9 người.